# Rebeca Rocamora
Rebeca Rocamora (ur. 7 września 1975 w Alicante; zm. 26 maja 1996 w Madrycie) – Służebnica Boża Kościoła katolickiego.

## Życiorys
Pochodziła z religijnej rodziny. W 1985 roku w wieku 10 lat doznała paraliżu oka; po szczegółowych badaniach zdiagnozowano u niej guza w przysadce mózgowej, lecz nagle została cudownie uzdrowiona. W 1989 roku przyjęła sakrament bierzmowania. Była katechetką. W 1996 roku doznała paraliżu twarzy; po badaniach zdiagnozowano u niej guza. Zmarła mając 20 lat w opinii świętości. Obecnie trwa jej proces beatyfikacyjny.